# Голић
43° 48′ 48″ N 15° 16′ 30″ E / 43.81333° С; 15.27500° И
Голић је ненасељено острвце у хрватском дијелу Јадранског мора. Налази се у Корнатском архипелагу у близини острва Корнат између острваца Бисага и Леврнака. Дио је Националног парка Корнати. Његова површина износи 0,011 km², док дужина обалске линије износи 0,43 km. Грађен је од кречњака кредне старости. Административно припада општини Муртер-Корнати у Шибенско-книнској жупанији.